# Joseph von Hammer-Purgstall
Joseph Freiherr von Hammer-Purgstall (Graz, 9 giugno 1774 – Vienna, 23 novembre 1856) è stato un diplomatico e orientalista austriaco.
È noto per essere stato traduttore di letterature islamiche orientali e considerato come uno dei fondatori degli studi scientifici sull'Impero ottomano.

## Biografia
Figlio di un funzionario austriaco, Joseph entrò a 15 anni nell'Accademia Reale di Lingue Orientali di Vienna, che formava i giovani interpreti destinati al servizio diplomatico. Nel corso di un quinquennio studiò turco, persiano e arabo, così come l'italiano, il francese, latino e greco. Il suo talento per le lingue si manifestò fin dal 1790, quando servì come interprete in occasione della visita di una delegazione turca.
Terminati gli studi, restò all'Accademia, dove avviò il suo lavoro scientifico. Tradusse articoli redatti dal sapiente turco Hajji Khalifa e collaborò con lo storico Johannes von Müller (1752-1809) come pure con l'orientalista Bernhard Freiherr von Jenisch (1734-1807).
Nel 1799 effettuò il suo primo viaggio a Costantinopoli. Nel 1800, prese parte alla campagna contro i francesi in Egitto, in veste d'interprete e traduttore dell'ammiraglio britannico William Sidney Smith, a bordo del vascello H.M.S. Tiger, e fu presente alla ritirata di Akka. Accompagnò in seguito Sidney Smith a Londra, dove imparò l'inglese. Proseguì il suo periplo a Parigi, dove incontrò l'orientalista Silvestre de Sacy, prima di rientrare in Austria nel 1801.
Nel 1802, fu segretario della legazione austriaca a Costantinopoli, dove ebbe la possibilità di realizzare piccole escursioni in Turchia e Grecia. Scrisse all'epoca un diario di viaggio, il romanzo Antar e tradusse i racconti delle Mille e una notte.
Il continuo dissenso che lo contrapponeva al suo superiore fu all'origine del suo trasferimento al consolato generale di Jassy in Moldavia.
Nel 1807 ottenne il posto d'interprete nella cancelleria della corte imperiale di Vienna. Dal 1809 al 1818, pubblicò la rivista Fundgruben des Orients (Pozzi di conoscenza dell'Oriente). Nel 1817 divenne consigliere di corte. Sposò Caroline von Henikstein, figlia di Joseph von Henikstein.
Dopo la morte del suo amico, conte Wenzel Johann Purgstall e di suo figlio, ereditò la proprietà di Hainfeld in Styrie, poi ricevette nel 1835 il titolo di barone d'Austria sotto il nome di Hammer-Purgstall. Dal momento che non riceveva veri incarichi a Costantinopoli, poté dedicarsi quasi interamente alla letteratura. In seguito entrò in conflitto a Vienna con Metternich, cosa che lo costrinse a lavorare a casa e ne approfittò per condurre a fondo altre ricerche. Responsabile delle biblioteche durante l'occupazione napoleonica, riuscì a limitare i saccheggi. Nel dicembre 1809, fu in grado di ottenere a Parigi la restituzione di preziosi manoscritti.
Hammer-Purgstall tradusse numerose opere orientali in tedesco, come ad esempio il Divan di Hafez di Shiraz nel 1812, raccolte di poesie che servirono da ispirazione per Goethe quando scrisse il suo West-östlicher Divan pubblicato nel 1819 (Il divano occidentale-orientale). Théophile Gautier fa allusione alla sua Storia dell'Ordine degli Assassini. Ebbe come allievo il poeta tedesco Friedrich Rückert, al quale insegnò il persiano.
Dal 1810 s'impegnò attivamente per la creazione di un'Accademia delle Scienze austriaca: progetto che vide la luce solo nel 1847 e di cui egli fu il primo presidente tra il 1848 e il 1849. Fu eletto membro corrispondente estero dell'Académie des inscriptions et belles-lettres nel 1835.
Nel 1958 A. Weikert fondò e intitolò al suo nome in segno di omaggio la Österreichische Orientgesellschaft Hammer-Purgstall (Società Orientale Austriaca Hammer-Purgstall), che operò per facilitare i contatti culturali tra il Vicino Oriente e l'Austria, ammettendo anche studenti musulmani.

## Opere
- Des osmanischen Reichs Staatsverfassung und Staatsverwaltung, Vienna, 1815, 2 voll.
- Geschichte der schönen Redekünste Persiens, Vienna, 1818
- Geschichte des osmanischen Reiches, Pest 1827-33, 10 voll. (online)
- Gemäldesaal der Lebensbeschreibungen großer moslimischer Herrscher, 1837.39, 6 voll.
- Geschichte der goldenen Horde in Kiptschak, Pest, 1840
- Diwan des Hafis, aus dem Persischen, Stuttgart und Tübingen, 1812-13, 2 voll.
- Märchen der 1001 Nacht, aus dem Arabischen, Stuttgart und Tübingen, 1823-24, 3 voll.
- Gedichte des Baki, aus dem Türkischen, Vienna, 1825
- Leben des Kardinals Khlesl, Wien 1847-51, 4 voll.
- Porträtgalerie des steiermärkischen Adels, Vienna, 1855
- Rosenöl. Erstes und zweytes Fläschchen, oder Sagen und Kunden des Morgenlandes aus arabischen, persischen und türkischen Quellen gesammelt, Stoccarda, Cotta, 1813, 2 voll.
- Über die innere Länderverwaltung unter dem Chalifate (1835)
- Literaturgeschichte der Araber. Von ihrem Beginne bis zum Ende des zwölften Jahrhunderts der Hidschret (1850-1856)
- Das Kamel (1854)
- Geschichte der Chane der Krim unter osmanischer Herrschaft (1856)
- Katharina Elisabeth Freifrau von Galler (1849), 3 voll.

## Onorificenze

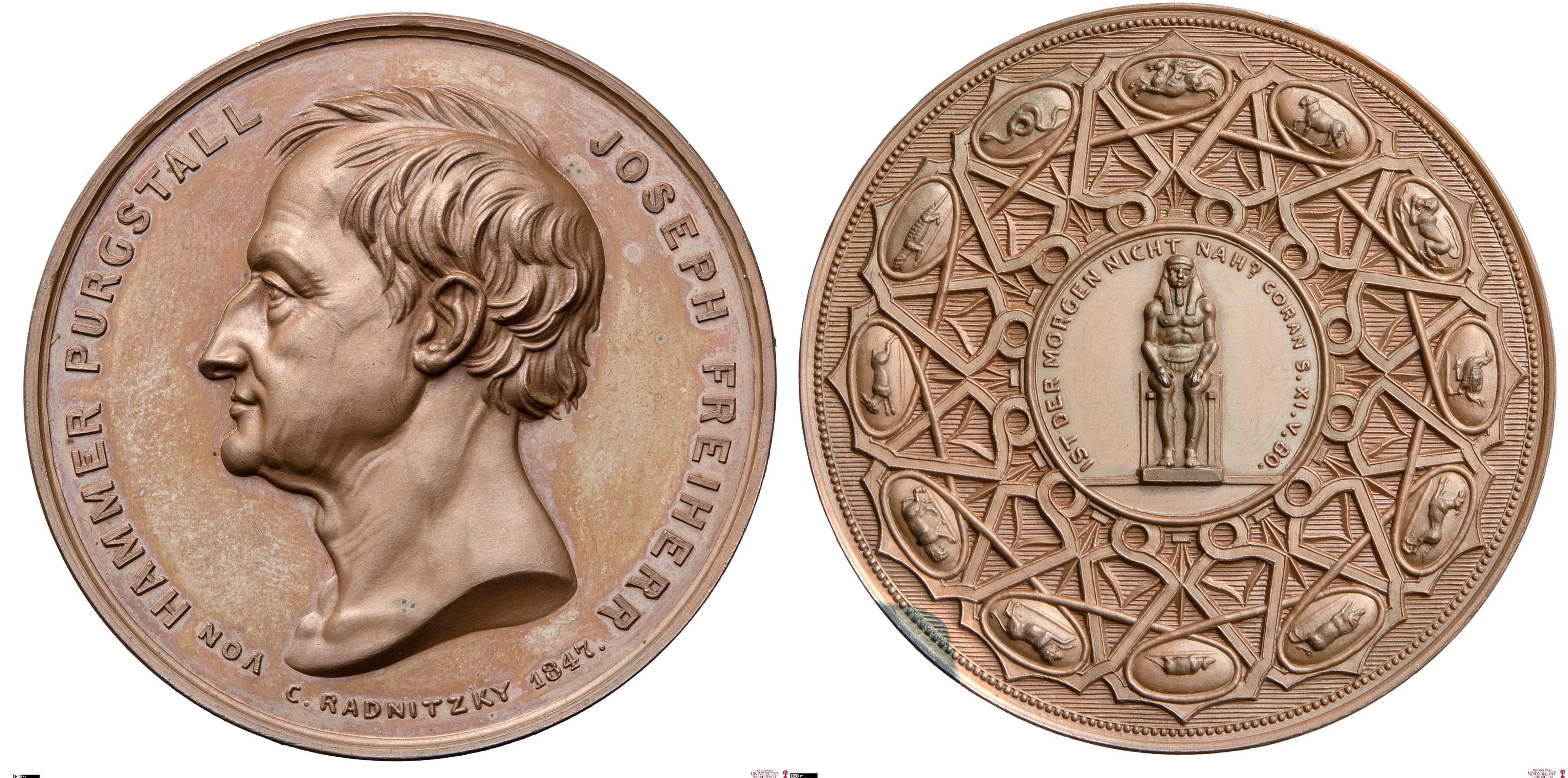
Medaglia commemorativa di Joseph von Hammer-Purgstall (1847)

Nel 1847 gli fu dedicata una medaglia.
Gli è stato dedicato un asteroide, 6044 Hammer-Purgstall.